# Successions alternatives au trône d'Angleterre
Pour les articles homonymes, voir Trône (homonymie).
 (décembre 2020).
- Si vous ne connaissez pas le sujet, laissez ce bandeau (vous pouvez alors contacter les auteurs).
- Si vous supprimez le contenu mis en cause (vous pouvez préalablement contacter les auteurs),

argumentez précisément cette suppression dans la page de discussion
(un manque de référence n'est pas un argument ; une recherche réelle de référence doit avoir été effectuée, être formellement documentée).
La succession de la couronne de Grande-Bretagne est déterminée par l'Acte d'établissement de 1701. Cet acte stipulant que, Guillaume III et Anne étant morts sans descendance, la couronne serait donnée à Sophie de Hanovre (une petite-fille de Jacques Ier) et à ses héritiers protestants. Cette loi a toujours été appliquée depuis, exception faite de l’amendement passé en 1936 lorsqu’aucun  descendant d'Édouard VIII n'a prétendu au trône.[non pertinent]
L'histoire britannique nous montre de nombreux cas de succession alternative.
Le long de cet article, le nom du monarque historique apparaît en italique et en gras son nom qu'il aurait dû porter en tant que monarque.

## Georges Plantagenêt, duc de Clarence
En 2004, le documentaire Britain's Real Monarch révèle la descendance directe de son père, Michael Abney-Hastings, de Georges Plantagenêt, 1er duc de Clarence, et réitère l'illégitimité du mariage d'Édouard IV et d'Élisabeth Woodville (illégitimité proclamée par le Parlement d'Angleterre en 1483, puis annulée en 1485), union dont descendent tous les monarques d'Angleterre depuis la Maison Tudor.

## Edouard VII
Edouard du Palatinat, avait, en tant que frère ainé de Sophie de Hanovre de meilleure prétention qu'elle sur le trône d'Angleterre, il en fut exclu à cause de sa religion catholique.
- Jacques Ier Stuart
  - Élisabeth Stuart
    - Edouard du Palatinat
      - Louise-Marie du Palatinat
        - Louis-Othon de Salm
          - Dorothée de Salm
            - Maximilien Frédéric
              - Konstantin
                - Florentin
                  - Alfred
                    - Alfred
                      - Emmanuel
                        - Nicolas Léopold
                          - Carl Philipp
                            - Emmanuel de Salm

## Continuation de la maison de Stuart
Voir Jacobitisme et Ordre de succession jacobite pour le trône britannique